# Malghan, Basavana Bagevadi
Malghan là một làng thuộc tehsil Basavana Bagevadi, huyện Bijapur, bang Karnataka, Ấn Độ.